# Hammerin' Harry
Hammerin' Harry (intitolato Daiku no Gensan (ovvero, Gen l'Operaio) nella versione originale) è un videogioco arcade di genere platform prodotto dalla Irem nel 1990 e convertito per NES, ma solo per il mercato giapponese. Il gioco ebbe un seguito intitolato Ganbare! Daiku no Gensan (Forza! Operaio Gen), realizzato solo per Super Famicom ma, ancora una volta, rimasto un'esclusiva del mercato nipponico.
Particolarità del gioco è la sua ambientazione, le avventure di Harry si svolgono infatti per buona parte nei cantieri di una città giapponese.

## Trama
La trama di questo arcade è molto semplice: mentre Harry va a farsi un giro, la sua casa viene demolita dalla "Rusty Nailers Co.", una subdola compagnia di costruzioni. Armato del suo fedele martello di legno, Harry cercherà di far valere il suo diritto ad avere una casa nuova, contro le orde di operai della Rusty Nailers.

## Modalità di gioco
Il gioco è un tipico videogioco a piattaforme a scorrimento orizzontale, in cui Harry deve usare il martello per eliminare i nemici, farsi scudo da vari oggetti pericolosi (mattoni che cadono dall'alto, ganci semoventi, ecc.) e distruggere le onnipresenti casse di legno, che possono contenere bonus oppure servono solo a sbarrare la strada. Harry muore non solo se viene toccato da un nemico, ma anche se un oggetto di qualunque genere gli cade in testa (come è normale che sia, data l'ambientazione legata ai cantieri): è possibile però trovare un elmetto come bonus in grado di riparare Harry da un singolo colpo di qualunque genere.

### Bonus
- Elmetto: il tipico elmetto giallo da cantiere, protegge da un colpo subìto.
- Pantaloni: per saltare più in alto.
- Simbolo POW: aumenta le dimensioni del martello.
- Peperoncino: aumenta la velocità con cui si adopera il martello.
- Scatola del pranzo (bentō): 5000 punti.

## Livelli e boss
- Livello 1, strade cittadine - Boss: capomastro
- Livello 2, cantiere e casa in demolizione - Boss: apparecchio demolitore
- Livello 3, porto e magazzini portuali - Boss: due auto della Yakuza
- Livello 4, edificio in costruzione - Boss: macchinario
- Livello 5, caverne e base sotterranea - Boss: talpa gigante
- Livello 6, fogne e sede centrale della Rusty Nailers - Boss: presidente

## Differenze tra le versioni
Il gioco è stato completamente adattato per la versione occidentale, ciò significa che tutte le istanze di ideogrammi sono state sostituite da scritte in inglese, i voice-over in lingua sono stati rimpiazzati da frasi analoghe in inglese e i riferimenti culturali al Giappone estromessi. Alcuni esempi:
- Gli ideogrammi del bonus che consente l'ingrandimento del martello sono stati sostituiti con la scritta 'POW'.
- I petali di ciliegio (sakura) che appaiono sono stati rimpiazzati con stelline.
- Al termine di ogni livello una voce grida "Hammer Time!", probabile riferimento al rapper MC Hammer, popolare in quegli anni. Nella versione giapponese non c'è nessun voice-over in quel punto.
- Sullo sfondo della sfida con il boss finale, mentre nella versione originale c'è un semplice pannello con alcuni grossi ideogrammi, nella versione occidentale il pannello è stato sostituito con una parodia della banconota da un dollaro, con tanto di scritta "In Cold Cash We Trust" (al posto di "In God We Trust") e faccione di un operaio malvagio.

## Sequel e anime del 2008
Nella primavera del 2008, a seguito di un interessamento della Irem a far rivivere il franchise con un progetto che coprisse più media in contemporanea, sono stati pubblicati da un lato un sequel videoludico e dall'altro un anime ispirato alle vicende di Hammerin' Harry. Il nuovo videogioco, intitolato Ikuze! Gen-san: Yūyake Daiku Monogatari ("Si va, Gen-san! La storia del carpentiere del tramonto") e pubblicato su piattaforma PSP, uscì il 15 maggio 2008 in Giappone (e successivamente in Nord America il 7 aprile 2009 con il titolo Hammerin' Hero e in Europa il 26 marzo 2010 con il titolo GenSan); invece l'anime con protagonista il giovane muratore diciannovenne Genzō Tamura con il suo fidato martello, intitolato Ikuze! Gen-san ("Si va, Gen-san!") e composto da 24 episodi di 9 minuti ciascuno, fu trasmesso in streaming sul servizio di video on-line GyaO dal 24 marzo al 9 giugno 2008.